# فريدريكو دا كوستا
فريدريكو دا كوستا (17 مايو 1999 - ) هو لاعب كرة قدم سويسري في مركز الهجوم. لعب مع نادي سيون.

## وصلات خارجية
- فريدريكو دا كوستا على موقع قاعدة بيانات كرة القدم.إي يو (الإنجليزية)
- فريدريكو دا كوستا على موقع Soccerway.com (الإنجليزية)